# Primeira Liga Experimental 1937-1938
L'edizione 1937-38 della Primeira Liga Experimental vide la vittoria finale del Benfica.
La competizione era a inviti, 4 da Lisbona, 2 da Porto, una da Setubal e una da Coimbra.
Capocannoniere del torneo fu Fernando Peyroteo (Sporting CP), con 34 reti.

## Classifica finale
|  |    | Classifica finale 1937-38 | Pt | G  | V  | N | P  | GF | GS | DR  |
|  | -- | ------------------------- | -- | -- | -- | - | -- | -- | -- | --- |
|  | 1. | Benfica                   | 23 | 14 | 10 | 3 | 1  | 34 | 16 | +18 |
|  | 2. | Porto                     | 23 | 14 | 11 | 1 | 2  | 43 | 22 | +21 |
|  | 3. | Sporting Lisbona          | 22 | 14 | 10 | 2 | 2  | 67 | 23 | +44 |
|  | 4. | Carcavelinhos FC          | 11 | 14 | 5  | 1 | 8  | 18 | 36 | -18 |
|  | 5. | Belenenses                | 10 | 14 | 5  | 0 | 9  | 29 | 28 | +1  |
|  | 6. | Académica                 | 10 | 14 | 5  | 0 | 9  | 23 | 37 | -14 |
|  | 7. | Barreirense               | 8  | 14 | 2  | 4 | 8  | 18 | 34 | -16 |
|  | 8. | Académico                 | 5  | 14 | 2  | 1 | 11 | 15 | 51 | -36 |

### Verdetti
- Benfica vincitore 1937-38.

## Risultati
|                  | BEF | POR | SPL | CAR  | BEL | ACD | BAR | ACO |
| Benfica          |     | 3-1 | 3-2 | 3-2  | 2-1 | 3-1 | 0-0 | 3-0 |
| Porto            | 2-2 |     | 2-1 | 3-1  | 5-2 | 5-1 | 3-1 | 7-2 |
| Sporting Lisbona | 2-2 | 6-1 |     | 13-0 | 2-1 | 7-1 | 7-2 | 6-0 |
| Carcavelinhos FC | 1-4 | 0-1 | 1-3 |      | 1-0 | 2-1 | 2-2 | 2-0 |
| Belenenses       | 2-1 | 0-1 | 5-6 | 4-0  |     | 5-0 | 2-3 | 1-0 |
| Académica        | 1-2 | 1-4 | 0-4 | 1-0  | 2-3 |     | 1-0 | 5-0 |
| Barreirense      | 1-2 | 1-4 | 2-2 | 1-2  | 2-1 | 1-3 |     | 1-1 |
| Académico        | 0-4 | 1-4 | 3-6 | 0-4  | 3-2 | 1-5 | 4-1 |     |
| ---------------- | --- | --- | --- | ---- | --- | --- | --- | --- |